# Achille Guénée
Achille Guénée (Chartres, 1º gennaio 1809 – Châteaudun, 30 dicembre 1880) è stato un entomologo francese.

## Biografia e opere
Fece i suoi studi a Chartres, dove ben presto si appassionò allo studio e alla collezione delle farfalle, consigliato da François de Villier. Si trasferì quindi a Parigi per studiare giurisprudenza. Laureato si iscrisse al Foro di Parigi, ma, dopo la morte del suo unico figlio, si ritirò a Châteaudun presso i "Chatellier".

Durante la guerra del 1870, Châteaudun fu data alle fiamme dalle truppe prussiane. Guénée, tuttavia, a guerra finita, ritrovò le sue collezioni intatte.

Pubblicò 63 opere, alcune realizzate in collaborazione con Philogène Duponche (1774-1846).

In collaborazione con Jean Baptiste de Boisduval scrisse anche, dal 1836 al 1857, una
"Storia naturale degli insetti. Specie generali dei Lepidotteri".

Notevoli sono i suoi 6 volumi "Specie notturne", scritti fra il 1852 e il 1857, che facevano parte delle Suites à Buffon. Questo lavoro di circa 1300 pagine tratta di tutte le Noctuidae del mondo.

Partecipò alla fondazione della Società entomologica francese nel 1832 e ne divenne Presidente nel 1848, quindi, nel 1874], membro onorario.